# Char Dara (huyện)
Chahar Dara là một huyện thuộc tỉnh Kondoz, Afghanistan. Dân số thời điểm năm 1999 là 60,534 người.